# 阿勒兹
阿勒兹（法語：Alleuze，法語發音：[aløz]）是法国康塔尔省的一个市镇，位于该省东部偏南，属于圣弗卢尔区。

## 地理
阿勒兹（44°57'44"N, 3°5'9"E）面积22.85 平方千米，位于法国奥弗涅-罗讷-阿尔卑斯大区康塔爾省，该省份为法国中南部省份，位于法國中央高原中心，北起科雷兹省、上盧瓦爾省和多姆山省，西接洛特省和科雷兹省，南至阿韦龙省和洛特省，东临上盧瓦爾省和洛泽尔省。
与阿勒兹接壤的市镇（或旧市镇、城区）包括：昂格拉尔-德圣弗卢尔、弗里德丰、圣弗卢尔、圣乔治、维勒迪约、瓦勒达尔科米、特吕耶尔河畔讷韦格利斯。

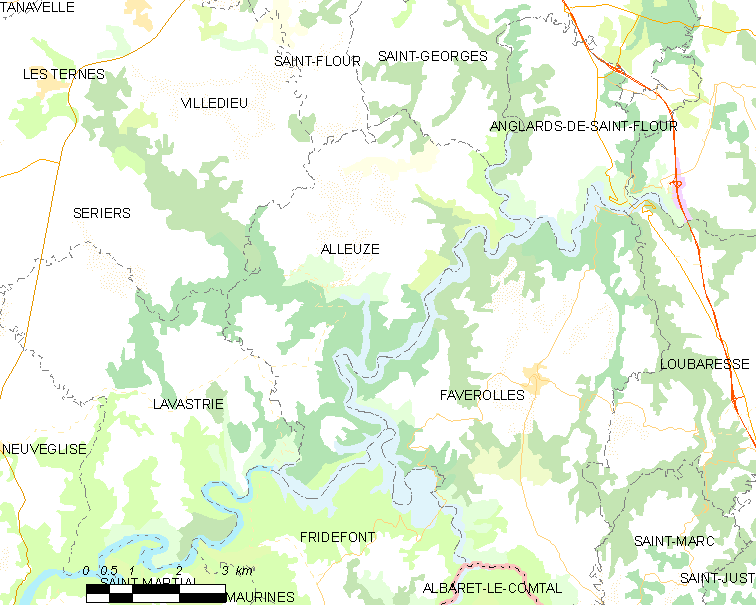
阿勒兹的OSM定位图

阿勒兹的时区为UTC+01:00、UTC+02:00（夏令时）。

## 行政
阿勒兹的邮政编码为15100，INSEE市镇编码为15002。

## 政治
阿勒兹所属的省级选区为特吕耶尔河畔讷韦格利斯县。

## 人口

1962-2008年间阿勒兹人口变化图示

阿勒兹于2022年1月1日时的人口数量为225人。